# Força Obrera
Força Obrera (FO), en francès Force ouvrière (FO), és un sindicat obrer francès nascut el 1948 de resultes de la divisió de la gran central històrica Confederació General del Treball (CGT). S'ha convertit en la tercera força sindical de l'estat francès.

## Els orígens històrics
En efecte, a mesura que el Partit Comunista va anar guanyant influència al si de la CGT, els militants que no estaven d'acord amb aquest control van optar per escindir-se alhora que se seguien reivindicant hereus de la CGT originària. Tant és així que el nom oficial del nou sindicat és Confédération Génerale du Travail – Force Ouvrière (CGT-FO). Amb el temps, però, el sindicat és citat habitualment com a Force ouvrière, o encara més simplement per les seves sigles F.O.
El congrés constitutiu de la CGT-FO va realitzar-se el 12 d'abril de 1948, en un context de post-guerra mundial on el Partit Comunista havia adquirit molta importància i fins i tot tenia ministres al govern francès. Així, els sectors socialistes, anarquistes i totskistes van anar majoritàriament a Força Obrera, sindicat que va remarcar amb intensitat el principi d'independència sindical: independència respecte dels partits però també del govern, de l'Estat, de la patronal i de l'Església. Cal recordar que els sectors anarquistes i sectors antiparlamentaris havien predominat durant una època en els inicis de la CGT històrica.

## El sindicat com a contrapoder
Degut als seus orígens de refús a la centralització del poder (sigui en mans d'un partit o de l'Estat), Força Obrera continua expressant el seu ideari en els mots clau “llibertat, democràcia, independència” i en l'afirmació que “el sindicat no té vocació d'accedir al poder, sinó de ser un contrapès al poder”.
Així, la línia de Força Obrera s'ha mantingut en el rebuig a l'excessiu control estatal de les estructures socials, com va demostrar el 1995 combatent l'estatització de la Seguretat Social francesa així com els intents de la patronal de privatitzar-la; la posició de FO va ser defensar la Seguretat Social com a servei públic sota una fórmula d'estructura col·lectiva i solidària, amb participació dels sindicats.
Segons l'historiador Michel Pigenet, la composició de Força Obrera ha estat molt més heterogènia que la dels altres sindicats francesos, i això li ha donat una imatge singular de pluralisme al seu interior, encara que a vegades sigui des de posicions molt allunyades; en tot cas, a les antípodes del monolitisme stalinista de l'època. Segons recorda Pigenet, FO solia remarcar la seva independència de tot control exterior afirmant que el seu sindicat era “le syndicat qui reste un syndicat” i, de fet, és un sindicat que ha anat acollint sovint els dissidents que sortin dels altres grans sindicats. Aquesta diversitat interna ha fet que, segons remarca Pigenet, els afiliats del sindicat votin de manera molt diferent a les eleccions polítiques; el 1998, un 42% d'afiliats van votar al Partit Socialista, però un 40% van votar el centredreta, un 18% a l'extrema dreta i un 5% a l'extrema esquerra. Tot i així, després d'un període més vacil·lant en els posicionaments sindicals, des dels anys 90 el sindicat ha anat prenent una línia de sindicalisme combatiu que el va convertir en protagonista de la lluita exitosa el 1995 de rebuig als plans del govern Juppé per a “retallar” els drets de jubilació. Aquesta línia combativa, a més, ha fet que paradoxalment sovint coincideixin en l'estratègia sindical amb la CGT “comunista” de qui s'havien separat.

## Tercera força sindical
En el sector privat, és la tercera força sindical francesa segons els resultats de les eleccions sindicals fets públics pel Ministeri francès del Treball el juny del 2017. Segons aquests resultats, FO va obtenir el 15,60% dels vots, per darrere dels sindicats CFDT (26,39%) i CGT (24,85%); i per davant dels sindicats CFE-CGC (10,69%) i CFTC (9,48%).
Al sector públic, Força Obrera és igualment la tercera força sindical, tot i que amb uns resultats més ajustats. Segons els resultats publicats pel Ministeri francès de la Funció Pública (resultats del desembre 2018), la representativitat sindical en el sector públic va quedar així: CGT 21,8%, CFDT 19,0%, FO 18,1%, UNSA 11,2%, FSU 8,6% i Solidaires 6,4%.
El sindicat Força Obrera és membre de la Confederació Europea de Sindicats (CES) així com de la Confederació Sindical Internacional (CSI).